# Embolisme gasós
L'embolisme gasós és quan un vas sanguini és bloquejat per bombolles de gas dins del sistema circulatori. Pot tindre lloc a les venes o a les artèries. Les conseqüències de l'embolisme gasós depenen del volum de gas, la taxa i si la ruta és via venosa o via arterial, tenint la capacitat de causar la mort de manera instantània.
La dosi letal ha sigut investigada per a conills (aproximadament 0,5–0,75 ml/kg) i gossos (7,5–15,0 ml/kg) i es teoritza que per als humans el volum letal de gas seria entre 3 i 5 ml/kg, sent el total de gas introduït entre 300 i 500 a un ritme de 100 ml per segon.